# Altimètre
 (juillet 2020).
Un altimètre est un instrument de mesure permettant de déterminer la distance verticale entre un point et une surface de référence. Il renseigne l'altitude si la mesure est effectuée par rapport au niveau de la mer, la hauteur si c'est par rapport au niveau du sol local et le niveau de vol si c'est par rapport à une surface isobare théorique. Le niveau choisi est appelé calage altimétrique.
Un altimètre barométrique mesure la différence de la pression atmosphérique entre sa position et une surface de référence. L'instrument affiche alors l'altitude correspondante en supposant une atmosphère standard. 
L'altimètre est l'un des instruments de bord de base utilisé dans les aéronefs. Il est aussi utilisé en montagne pour la randonnée et l'alpinisme.

## Utilisation en aéronautique

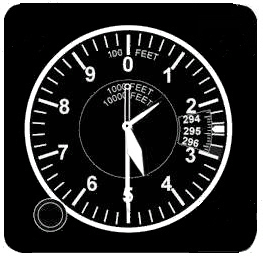
Cadran d'un altimètre d'aviation. Il faut lire 14500 pieds. Le nombre 29.5 (en inHg) a été choisi par l'utilisateur. Il indique la pression au niveau de référence. S'il s'agit de la pression atmosphérique au niveau de la mer, alors l'altimètre se situe à environ 14500 pieds au-dessus du niveau de la mer.

À bord d'un aéronef il permet de connaître trois paramètres de vol :
- la hauteur par rapport au sol : en particulier pour la navigation locale et éviter les obstacles artificiels dont les cartes publient l'altitude et la hauteur. En utilisant la pression de l'aérodrome en référence, l'aéronef décolle ou se pose avec l'altimètre indiquant 0. La hauteur notée sur une carte est suivie de la mention ASFC (Above surface) ou AAL (Above Airport Level)
- l'altitude par rapport au niveau de la mer : pour éviter les obstacles naturels dont les cartes publient l'altitude. Une altitude notée sur une carte est suivie de la mention AMSL (Above Mean Sea Level).
- le niveau de vol : pour éviter les abordages entre aéronefs en utilisant une référence de pression arbitraire identique pour tous et fixée à 1013,25 hPa.

L'altimètre barométrique est utilisé sur tous les aéronefs et permet de mesurer les trois paramètres ci-dessus. Le radio-altimètre mesure la hauteur instantanée par rapport au sol à la verticale de l'aéronef ; il est particulièrement utile en vol à basse altitude et en phase d'approche. Le GPS donne l'altitude de l'aéronef mais sa précision n'est pas actuellement suffisante pour rendre les autres moyens obsolètes.

## Principes de fonctionnement

### Altimètre barométrique

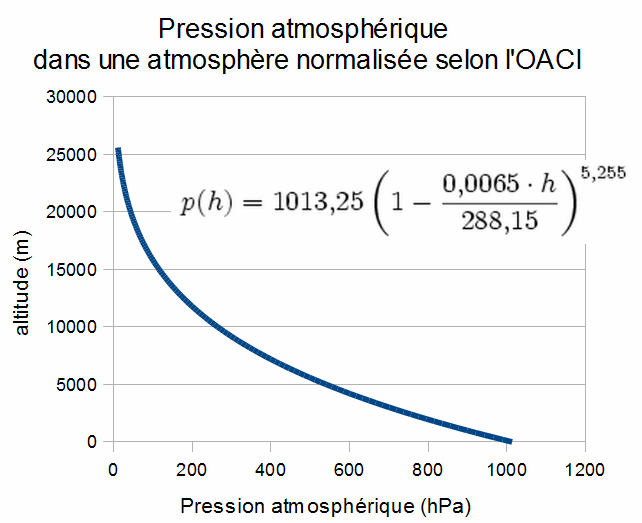

L'altimètre barométrique mesure une différence de pression atmosphérique entre le niveau de référence, fixé par l'utilisateur, et le niveau de l'altimètre. Le niveau de référence choisi, correspondant à l'affichage « 0 », dépend de la phase du vol et est généralement celui de l'aérodrome de départ ou de destination ou celui du niveau de la mer. 
L'altimètre barométrique est étalonné suivant la variation de la pression atmosphérique selon l'altitude dans une atmosphère standard (normalisée).
En prenant le niveau de la mer comme altitude de référence h0, et en prenant pour l'atmosphère un état moyen défini par l'atmosphère normalisée type OACI (Température 15 °C = 288,15 K, pression 1013,25 hPa, gradient vertical de température 0,65 K pour 100 m), on obtient la formule internationale du nivellement barométrique :
{\displaystyle p(h)=1013{,}25\left(1-{\frac {0{,}0065\cdot h}{288{,}15}}\right)^{5{,}255}\mathrm {hPa} }
Cette formule permet le calcul de la pression à une certaine altitude, sans avoir besoin de connaître la température ou le gradient vertical de température. La précision dans le cas d'applications pratiques est toutefois limitée, puisque l'on choisit ici un état moyen différent de l'état réel de l'atmosphère.
Ainsi, l'altimètre est en fait un baromètre dont l'échelle de graduation est en mètres ou le plus souvent en pieds anglais (feet).

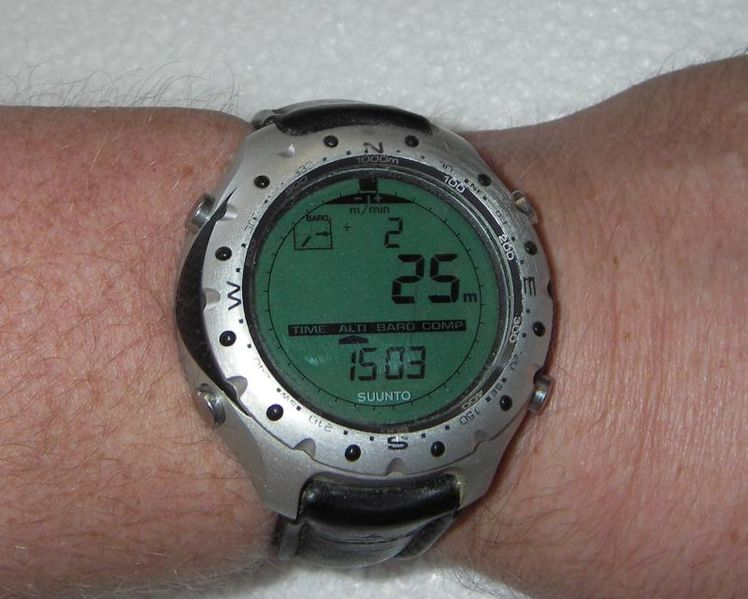
Altimètre  intégré à une montre-bracelet.
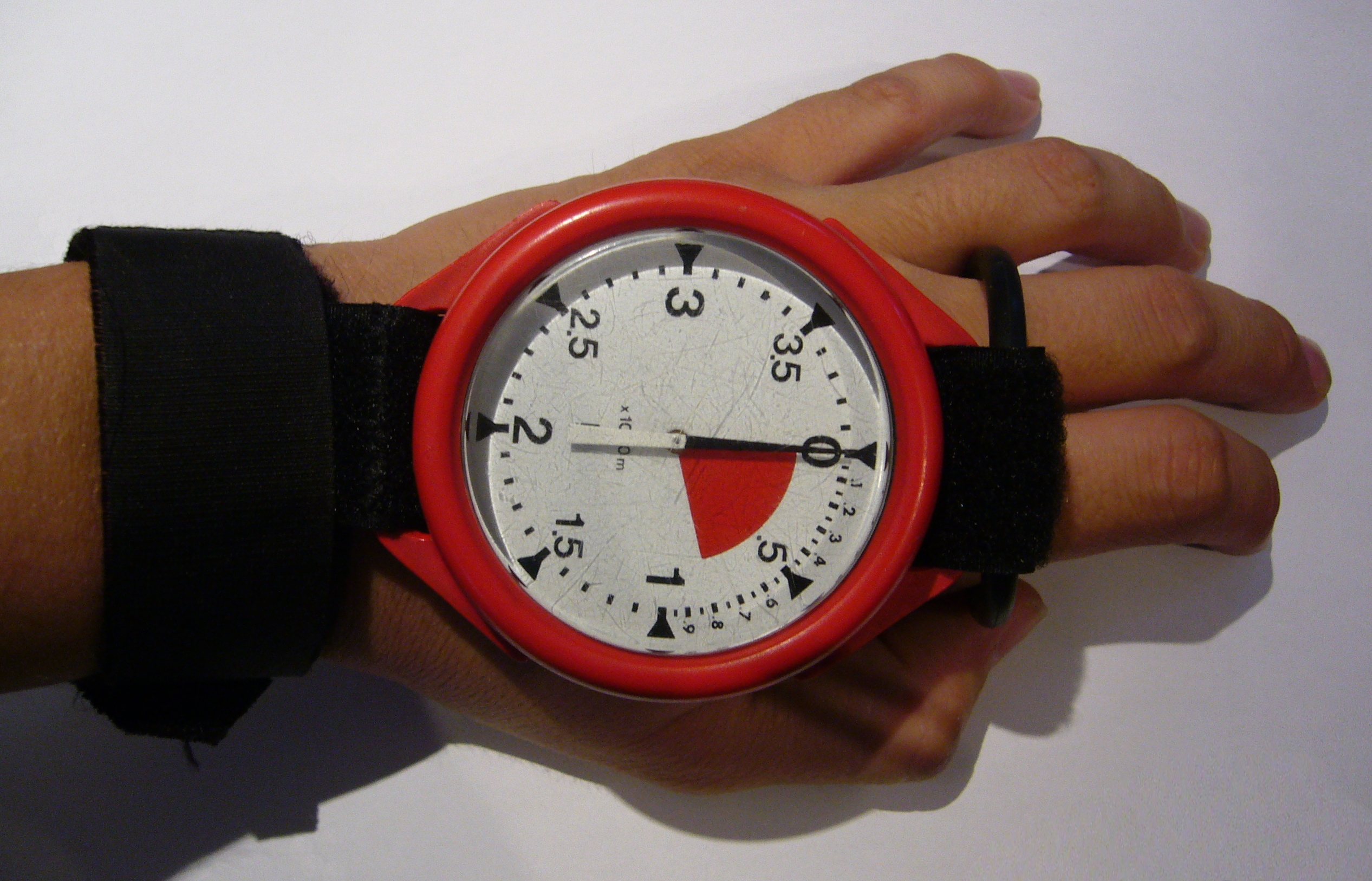
Altimètre de parachutisme(analogique).

Il existe des altimètres barométriques à affichage analogique, ne nécessitant pas d'alimentation électrique, ou numérique.

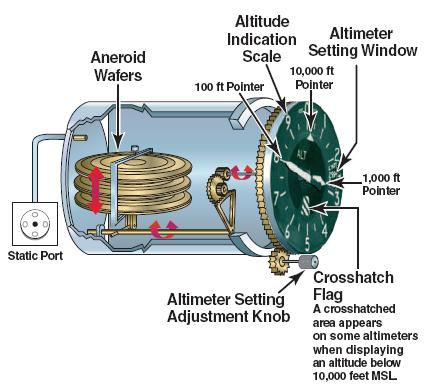
Structure d'un altimètre barométrique analogique d'aviation.
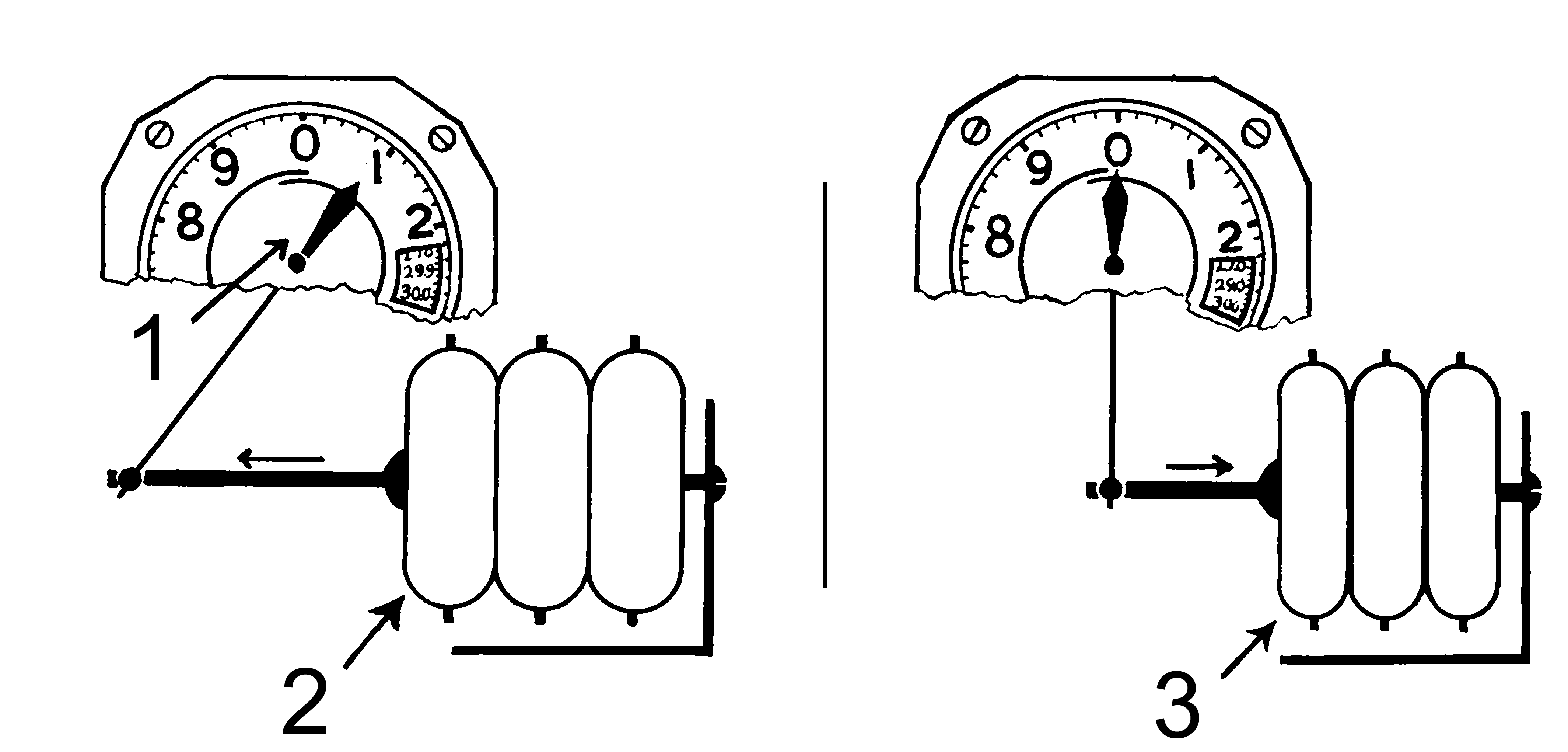
Schéma simplifié expliquant le fonctionnement d'un altimètre barométriques analogique: la pression qui s'applique sur la capsule anéroïde la déforme et fait bouger l'aiguille.
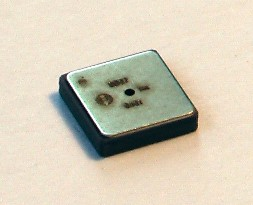
Capteur barométrique pouvant être utilisé dans un altimètre numérique.
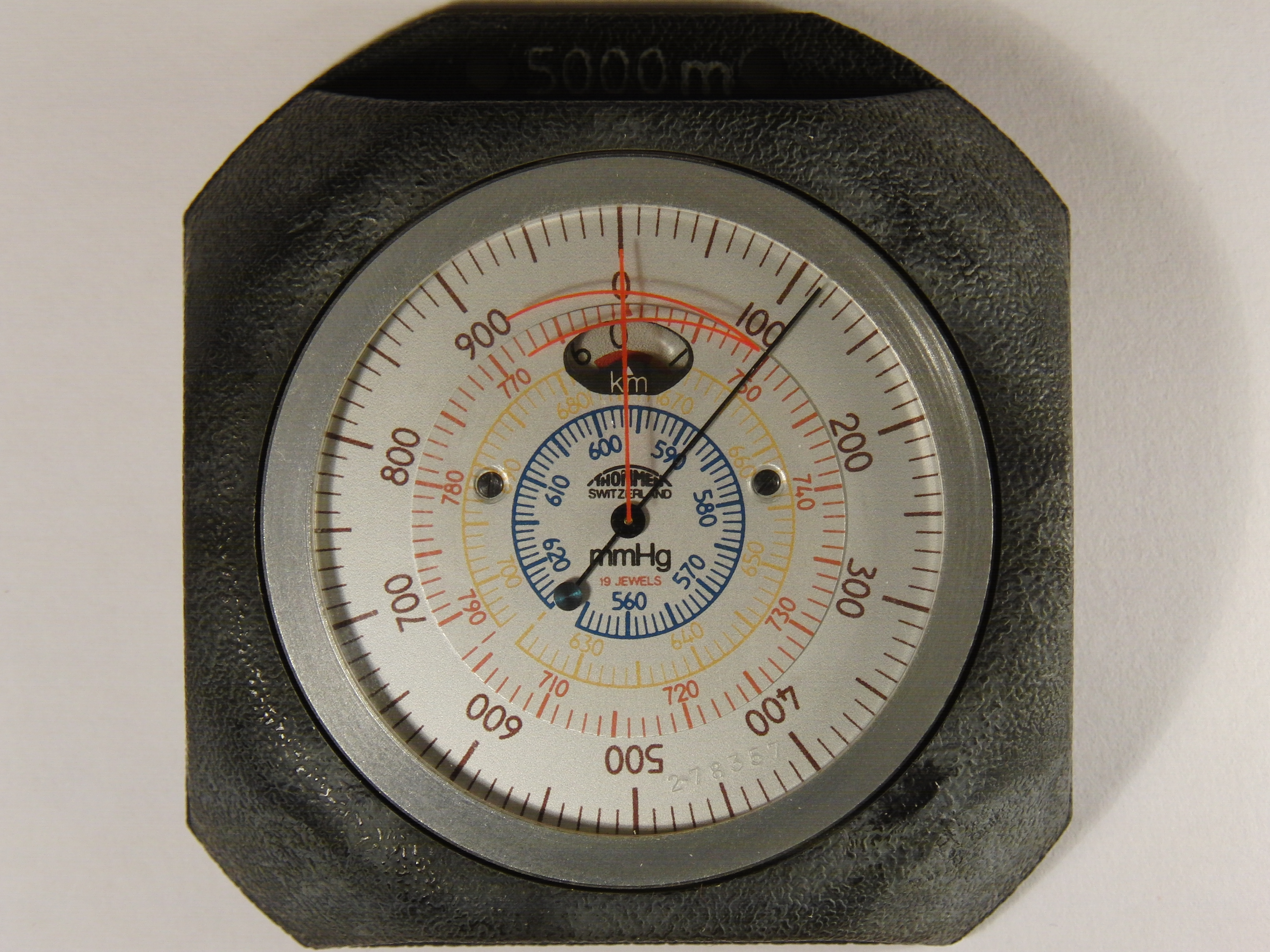
Altimètre barométrique portatif Revue Thommen

### Erreur de mesure
L'altimètre est un instrument de mesure dont les qualités affectent le résultat affiché.
Sur un aéronef il s'y ajoute des erreurs dues au positionnement du capteur, aux variations d'altitude, aux accélérations, etc. En principe, en plaçant le capteur perpendiculairement à l'écoulement on mesure la pression atmosphérique mais les mouvements de l'aéronef, les turbulences de l'écoulement, etc. peuvent affecter la pression locale.
La conversion effectuée entre différence de pression et altitude suppose que l'atmosphère est en condition standard.
Enfin la pression de référence (calage altimétrique) transmise à l'utilisateur sur les fréquences ATIS et VOLMET par le contrôle aérien varie dans le temps et dans l'espace, ce qui oblige à effectuer des recalages, en particulier lorsque l'aéronef est en phase d'approche.

### L'hypsomètre
L'hypsomètre permet de connaître la pression atmosphérique en mesurant la température d'ébullition d'un liquide.

### Radio-altimètre ou altimètre radar
Système radar permettant de mesurer, entre autres, une hauteur à partir d'un temps de propagation aller-retour depuis l'appareil vers le sol.

### L'altimètre laser
Embarqué dans une sonde ou un aéronef, l'altimètre laser envoie des impulsions laser qui sont réfléchies par la surface du sol et en mesurant le temps de retour il est possible de connaître la hauteur par rapport au sol. Ce système est utilisé pour décrire des topographies sur Terre ou sur Mars avec la sonde Mars Global Surveyor.